# Kinoguitan

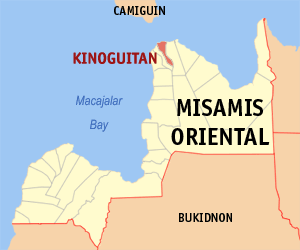
Bản đồ Misamis Oriental với vị trí của Kinoguitan

Kinoguitan là một đô thị hạng 5 ở tỉnh Misamis Oriental, Philippines. Theo điều tra dân số năm 2000 của Philipin, đô thị này có dân số 10.519 người trong 2.043 hộ.

## Các đơn vị hành chính
Kinoguitan được chia ra 15 barangay.
- Beray
- Bolisong
- Buko
- Kalitian
- Calubo
- Campo
- Esperanza
- Kagumahan
- Kitotok
- Panabol
- Poblacion
- Salicapawan
- Salubsob
- Suarez
- Sumalag